# 五車韻瑞
《五車韻瑞》，明代凌稚隆（生卒年不詳）著，160巻。此書仿陰時夫《韻府群玉》而成。在每一韻之下，先列出一小篆字，後以韻隸事。至於清康熙年間成書的《佩文韻府》則又是在《韻府群玉》、《五車韻瑞》的基礎上撰成。